# Luperina hedeni
Luperina hedeni là một loài bướm đêm trong họ Noctuidae.